# Чемпіонат світу з футболу 2014 (кваліфікаційний раунд, УЄФА, група D)
Кваліфікаційний раунд чемпіонату світу з футболу 2014 в зоні УЄФА у Групі D визначив учасника ЧС-2014 у Бразилії від УЄФА. Ним стала збірна Нідерландів, збірна Румунії вийшла до стадії плей-оф кваліфікаційного турніру.

## Груповий етап
| М  | Команда    | І  | В | Н | П  | МЗ | МП | РМ  | О  |
| -- | ---------- | -- | - | - | -- | -- | -- | --- | -- |
| 1. | Нідерланди | 10 | 9 | 1 | 0  | 34 | 5  | +29 | 28 |
| 2. | Румунія    | 10 | 6 | 1 | 3  | 19 | 12 | +7  | 19 |
| 3. | Угорщина   | 10 | 5 | 2 | 3  | 21 | 20 | +1  | 17 |
| 4. | Туреччина  | 10 | 5 | 1 | 4  | 16 | 9  | +7  | 16 |
| 5. | Естонія    | 10 | 2 | 1 | 7  | 6  | 20 | −14 | 7  |
| 6. | Андорра    | 10 | 0 | 0 | 10 | 0  | 30 | −30 | 0  |

## Результати матчів
24 жовтня 2011 року на зустрічі в Амстердамі, Нідерланди був узгоджений розклад матчів. ФІФА не узгодила розклад, давши час на його виправляння до кінця грудня 2011 року. 21 грудня в Амстердамі розклад було відкореговано.
| 7 вересня 2012 21:00 UTC+3 |

| Естонія | 0 – 2           | Румунія              |
| ------- | --------------- | -------------------- |
|         | Протокол(англ.) | Торже 55' Маріка 75' |

| А. Ле Кок Арена, Таллінн Глядачів: 7 936 Арбітр: Милорад Мажич (Сербія) |

| 7 вересня 2012 20:30 UTC+2 |

| Андорра | 0 – 5           | Угорщина                                                 |
| ------- | --------------- | -------------------------------------------------------- |
|         | Протокол(англ.) | Югач 12' Гера 32' (пен.) Шалай 54' Пріскін 68' Коман 82' |

| Комуналь, Андорра-ла-Велья Глядачів: 815 Арбітр: Емир Алекович (Боснія і Грецеговина) |

| 7 вересня 2012 20:30 UTC+2 |

| Нідерланди                  | 2 – 0           | Туреччина |
| --------------------------- | --------------- | --------- |
| ван Персі 15' Нарсінг 90+2' | Протокол(англ.) |           |

| Амстердам-Арена, Амстердам Глядачів: 49 500 Арбітр: Карлос Веласко Карбальйо (Іспанія) |

| 11 вересня 2012 20:30 UTC+3 |

| Румунія                                      | 4 – 0           | Андорра |
| -------------------------------------------- | --------------- | ------- |
| Торже 29' Лазер 44' Геман 90+1' Максім 90+3' | Протокол(англ.) |         |

| Національ, Бухарест Глядачів: 24 630 Арбітр: Павле Радованович (Чорногорія) |

| 11 вересня 2012 21:00 UTC+3 |

| Туреччина                     | 3 – 0           | Естонія |
| ----------------------------- | --------------- | ------- |
| Емре 44' Булут 60' Селчук 75' | Протокол(англ.) |         |

| Шюкрю Сараджоглу, Стамбул Глядачів: 44 168 Арбітр: Марчін Борський (Польща) |

| 11 вересня 2012 20:30 UTC+2 |

| Угорщина          | 1 – 4           | Нідерланди                                 |
| ----------------- | --------------- | ------------------------------------------ |
| Джуджак 6' (пен.) | Протокол(англ.) | Ленс 2', 52' Мартінс Інді 18' Гунтелар 73' |

| Стадіон імені Ференца Пушкаша, Будапешт Глядачів: 22 000 Арбітр: Педру Проенса (Португалія) |

| 12 жовтня 2012 20:30 UTC+3 |

| Туреччина | 0 – 1           | Румунія      |
| --------- | --------------- | ------------ |
|           | Протокол(англ.) | Грозав 45+1' |

| Шюкру Сараджоглу, Стамбул Глядачів: 46 203 Арбітр: Говард Вебб (Англія) |

| 12 жовтня 2012 21:30 UTC+3 |

| Естонія | 0 – 1           | Угорщина   |
| ------- | --------------- | ---------- |
|         | Протокол(англ.) | Гайнал 47' |

| А. Ле Кок Арена, Таллінн Глядачів: 5 661 Арбітр: Ліран Ліані (Ізраїль) |

| 12 жовтня 2012 20:30 UTC+2 |

| Нідерланди                             | 3 – 0           | Андорра |
| -------------------------------------- | --------------- | ------- |
| ван дер Варт 6' Гунтелар 14' Шакен 49' | Протокол(англ.) |         |

| Де Кейп, Роттердам Глядачів: 43 000 Арбітр: Олексій Кульбаков (Білорусь) |

| 16 жовтня 2012 19:00 UTC+2 |

| Андорра | 0 – 1           | Естонія  |
| ------- | --------------- | -------- |
|         | Протокол(англ.) | Опер 57' |

| Естаді Комуналь, Андорра-ла-Велья Глядачів: 723 Арбітр: Дімітар Мечкаровскі (Македонія) |

| 16 жовтня 2012 21:00 UTC+3 |

| Румунія    | 1 – 4           | Нідерланди                                                       |
| ---------- | --------------- | ---------------------------------------------------------------- |
| Маріка 39' | Протокол(англ.) | Ленс 8' Мартінс Інді 28' ван дер Варт 45+1' (пен.) ван Персі 85' |

| Національ, Бухарест Глядачів: 53 329 Арбітр: Крейг Томсон (Шотландія) |

| 16 жовтня 2012 20:30 UTC+2 |

| Угорщина                            | 3 – 1           | Туреччина  |
| ----------------------------------- | --------------- | ---------- |
| Коман 31' Шалай 50' Гера 57' (пен.) | Протокол(англ.) | Мевлют 22' |

| Стадіон імені Ференца Пушкаша, Будапешт Глядачів: 21 563 Арбітр: Даніеле Орсато (Італія) |

| 22 березня 2013 19:15 UTC+1 |

| Андорра | 0 – 2           | Туреччина            |
| ------- | --------------- | -------------------- |
|         | Протокол(англ.) | Інан 30' Їлмаз 45+2' |

| Естаді Комуналь, Андорра-ла-Велья Глядачів: 700 Арбітр: Неріюс Дунаускас (Литва) |

| 22 березня 2013 20:30 UTC+1 |

| Угорщина                      | 2 – 2           | Румунія                      |
| ----------------------------- | --------------- | ---------------------------- |
| Ванчак 16' Джуджак 71' (пен.) | Протокол(англ.) | Муту 68' (пен.) Чіпчіу 90+2' |

| Ференц Пушкаш Стадіон, Будапешт Глядачів: 0 Арбітр: Вольфганг Штарк (Німеччина) |

| 22 березня 2013 20:30 UTC+1 |

| Нідерланди                                | 3 – 0           | Естонія |
| ----------------------------------------- | --------------- | ------- |
| ван дер Варт 46' ван Персі 71' Схакен 83' | Протокол(англ.) |         |

| Амстердам-Арена, Амстердам Глядачів: 49 000 Арбітр: Віталій Мєшков (Росія) |

| 26 березня 2013 19:00 UTC+2 |

| Естонія                  | 2 – 0           | Андорра |
| ------------------------ | --------------- | ------- |
| Аньєр 45+1' Ліндпере 61' | Протокол(англ.) |         |

| А. Ле Кок Арена, Таллінн Глядачів: 5 327 Арбітр: Ян Валашек (Словаччина) |

| 26 березня 2013 20:30 UTC+2 |

| Туреччина | 1 – 1           | Угорщина |
| --------- | --------------- | -------- |
| Їлмаз 63' | Протокол(англ.) | Беде 71' |

| Шюкру Сараджоглу, Стамбул Арбітр: Милорад Мажич (Сербія) |

| 26 березня 2013 20:30 UTC+1 |

| Нідерланди                                          | 4 – 0           | Румунія |
| --------------------------------------------------- | --------------- | ------- |
| ван дер Варт 12' ван Персі 56', 65' (пен.) Ленс 90' | Протокол(англ.) |         |

| Амстердам-Арена, Амстердам Арбітр: Марк Клаттенбург (Англія) |

| 6 вересня 2013 21:00 UTC+3 |

| Румунія                           | 3 – 0           | Угорщина |
| --------------------------------- | --------------- | -------- |
| Маріка 2' Пінтілій 31' Тенасе 88' | Протокол(англ.) |          |

| Арена Націонале, Бухарест Глядачів: 41 405 Арбітр: Альберто Ундіано Мальєнко (Іспанія) |

| 6 вересня 2013 21:00 UTC+3 |

| Туреччина                                      | 5 – 0           | Андорра |
| ---------------------------------------------- | --------------- | ------- |
| Булут 35', 39', 68' Їлмаз 64' Арда Туран 90+3' | Протокол(англ.) |         |

| Кадір Хас Стедіум, Кайсері Глядачів: 29 000 Арбітр: Свен Бінделс (Люксембург) |

| 6 вересня 2013 21:30 UTC+3 |

| Естонія           | 2 – 2           | Нідерланди                       |
| ----------------- | --------------- | -------------------------------- |
| Васильєв 18', 56' | Протокол(англ.) | Роббен 2' ван Персі 90+4' (пен.) |

| А. Ле Кок Арена, Таллінн Глядачів: 10 210 Арбітр: Сергій Бойко (Україна) |

| 10 вересня 2013 21:00 UTC+3 |

| Румунія | 0 – 2           | Туреччина              |
| ------- | --------------- | ---------------------- |
|         | Протокол(англ.) | Їлмаз 22' Ердінч 90+5' |

| Арена Націонале, Бухарест Глядачів: 44 537 Арбітр: Свен Оддвар Моен (Норвегія) |

| 10 вересня 2013 20:30 UTC+2 |

| Андорра | 0 – 2           | Нідерланди         |
| ------- | --------------- | ------------------ |
|         | Протокол(англ.) | ван Персі 49', 53' |

| Комуналь, Андорра-ла-Велья Глядачів: 500 Арбітр: Анте Вучемилович-Шимунович (Хорватія) |

| 10 вересня 2013 20:30 UTC+2 |

| Угорщина                                                  | 5 – 1           | Естонія  |
| --------------------------------------------------------- | --------------- | -------- |
| Клаван 11' (аг) Гайнал 21' Боде 41' Немет 69' Джуджак 85' | Протокол(англ.) | Кінк 48' |

| Ференц Пушкаш Стадіон, Будапешт Глядачів: 15 000 Арбітр: Олексій Кульбаков (Білорусь) |

| 11 жовтня 2013 20:30 UTC+2 |

| Андорра | 0 – 4           | Румунія                                          |
| ------- | --------------- | ------------------------------------------------ |
|         | Протокол(англ.) | Кесерю 41' Станчу 53' Торже 62' (пен.) Лазер 85' |

| Комуналь, Андорра-ла-Велья Арбітр: Штефан Клосснер (Швейцарія) |

| 11 жовтня 2013 21:30 UTC+3 |

| Естонія | 0 – 2           | Туреччина           |
| ------- | --------------- | ------------------- |
|         | Протокол(англ.) | Булут 22' Їлмаз 47' |

| А. Ле Кок Арена, Таллінн Арбітр: Нікола Ріццолі (Італія) |

| 11 жовтня 2013 20:30 UTC+2 |

| Нідерланди                                                                                  | 8 – 1           | Угорщина           |
| ------------------------------------------------------------------------------------------- | --------------- | ------------------ |
| ван Персі 16', 44', 52' Стротман 25' Ленс 38' Девешері 64' (аг) ван дер Варт 85' Роббен 89' | Протокол(англ.) | Джуджак 47' (пен.) |

| Амстердам Арена, Амстердам Арбітр: Мартін Аткінсон (Англія) |

| 15 жовтня 2013 20:00 UTC+2 |

| Угорщина                  | 2 – 0           | Андорра |
| ------------------------- | --------------- | ------- |
| Николич 52' Ліма 77' (аг) | Протокол(англ.) |         |

| Стадіон імені Ференца Пушкаша, Будапешт Арбітр: Даніел Стефанскі (Польща) |

| 15 жовтня 2013 21:00 UTC+3 |

| Румунія                | 2 – 0           | Естонія |
| ---------------------- | --------------- | ------- |
| Маріка 31' (пен.), 81' | Протокол(англ.) |         |

| Національ, Бухарест Арбітр: Марійо Страхонія (Хорватія) |

| 15 жовтня 2013 21:00 UTC+3 |

| Туреччина | 0 – 2           | Нідерланди            |
| --------- | --------------- | --------------------- |
|           | Протокол(англ.) | Роббен 7' Снейдер 46' |

| Шюкрю Сараджоглу, Стамбул Арбітр: Олегаріу Бенкеренса (Португалія) |

## Бомбардири
11 голів
| - Робін ван Персі |

5 голів
| - Рафаел ван дер Варт - Джермейн Ленс | - Чипріан Маріка - Умут Булут | - Бурак Їлмаз |  |

4 голи
| - Балаж Джуджак |

3 голи
| - Ар'єн Роббен | - Габріель Торже |  |